# Ekran dotykowy

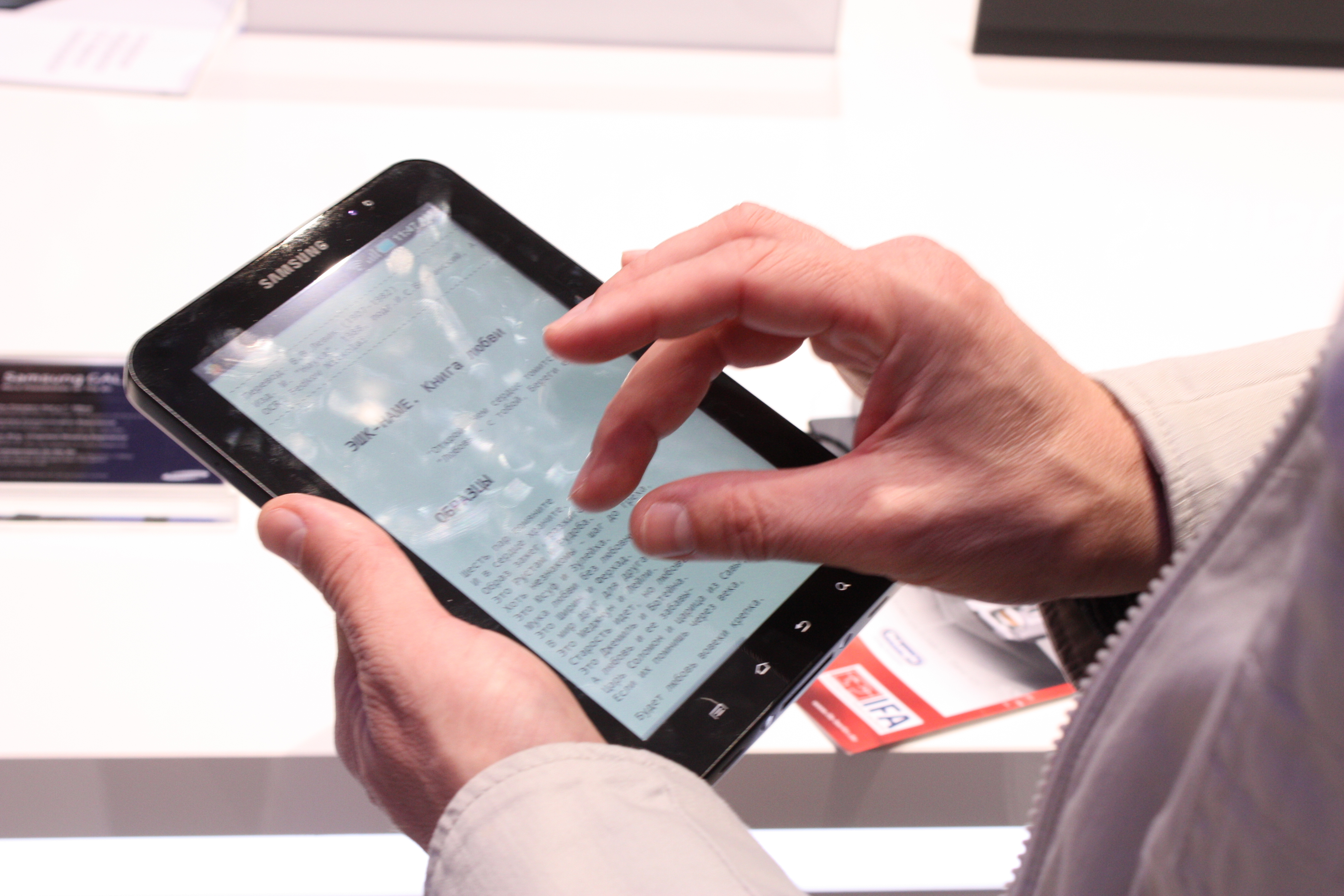
Wyświetlacz z ekranem dotykowym oraz techniką multi-touch

Ekran dotykowy – wyświetlacz reagujący na dotyk, obsługiwany rysikiem lub palcem. Jego rozmiary sięgają rozmiarów zwykłych wyświetlaczy. Stosowany jest w laptopach, palmtopach, tabletach, smartfonach, smartwatchach i komputerach.

## Rodzaje konstrukcji
W konstrukcji ekranów dotykowych stosuje się cztery techniki:
- przerwanie (dotknięciem) strumienia światła podczerwonego emitowanego przez diody umieszczone na krawędziach
- zaburzenia (dotknięciem) fali akustycznej propagowanej na powierzchni ekranu (SAW, od ang. surface acoustic wave)
- zmiany pojemności elektrycznej dotykanego ekranu (tzw. ekran pojemnościowy, niereagujący na rysik); ta technika umożliwia stosowanie funkcji multi-touch
- zmiany oporu elektrycznego między przezroczystymi elektrodami wtopionymi w ekran[1].

Ostatnia z tych technik (oporowa, opornościowa, rezystancyjna) stosowana jest powszechnie w palmtopach i nawigacjach GPS. Zwykły wyświetlacz ciekłokrystaliczny spajany jest z częścią dotykową, która składa się z dwóch przezroczystych elektrod (przepuszczających ponad 85% światła) wykonanych zazwyczaj przez naparowanie w próżni cienkiej warstwy metalu na podkład szklany (elektroda wewnętrzna) i folię poliestrową (zewnętrzna). Elektrody te utrzymywane są bez kontaktu przez izolacyjną warstwę separatora, przypominającego delikatną siatkę. Nacisk na folię zewnętrzną (czyli dotknięcie ekranu) powoduje lokalne zetknięcie się elektrod, co rejestruje dekoder palmtopa. Technika ta pozwala otrzymywać ekrany o rozdzielczości nawet 300 dpi (w zwykłych palmtopach stosowana jest rozdzielczość 75–150 dpi).
Ekran pojemnościowy działa dzięki zjawisku zmiany pola elektrostatycznego. Pozwala to na bardzo precyzyjną obsługę oraz delikatne muśnięcia po ekranie. Podstawową wadą tych ekranów jest fakt, iż reagują tylko na materiały, w których występuje zjawisko przepływu elektronów (przewodzą prąd elektryczny). Obecnie rozwiązanie to, szeroko stosowane w smartfonach i tabletach, wypiera technikę oporową, mimo większych kosztów produkcji.

## Technika haptyczna
W celu zwiększenia komfortu użytkowników są czynione próby opracowania układów, w których następuje dodatnie sprzężenie zwrotne, to znaczy dotykany ekran zmienia właściwości i zmiany te użytkownik może odbierać dotykiem. Jest to możliwe do osiągnięcia jako efekt przepływu prądu elektrycznego lub strumieni powietrza. Trwają prace nad systemem, który mechanicznie odkształcałby wyświetlacz.